# Extracomunitario
Il termine extracomunitario esprime lo stato giuridico di cittadinanza di un soggetto (persona fisica o giuridica) rispetto alle norme relative alla cittadinanza europea. Un soggetto extracomunitario è colui che non possiede cittadinanza di uno degli Stati membri dell'Unione europea, in opposizione ai cittadini UE.
Il termine si diffonde dal linguaggio legale-burocratico nell'uso comune in Italia negli anni ottanta per designare, spesso in modo dispregiativo, gli immigrati stranieri presenti nel territorio italiano; l'espressione "extracomunitari" discrimina rispetto alla "comunità locale", gruppi eterogenei di persone, connotandoli secondo alcuni come una comunità "illegale", "irregolare," velata di segretezza, sovversività e invisibilità. Secondo il docente Grace Russo Bullaro, il sentimento dietro il termine extracomunitari è lo stesso che, nel periodo in cui moltissimi italiani originari delle regioni meridionali emigravano al settentrione, ha portato alla nascita del termine "terrone".
Nonostante l'iniziale connotazione "negativa" del termine, il termine "extracomunitario" viene usato dalla dottrina giuridica italiana con maggiore frequenza rispetto al più neutrale "non comunitario". Con il termine "extracomunitario" si rafforza l'idea di uno status giuridico diverso rispetto a quello dei cittadini comunitari e dei cittadini stranieri parificati ai cittadini comunitari.
Nel linguaggio comune e in quello dei media il termine è generalmente usato per indicare persone immigrate in Europa e provenienti da paesi economicamente disagiati. Nel suo significato letterale sono invece extracomunitari coloro che non godono di una cittadinanza diretta, cioè per nascita o per elezione, di uno stato membro dell'Unione europea: sia un cittadino svizzero (dal momento che la Svizzera non è uno degli Stati membri dell'Unione europea), sia ogni cittadino extraeuropeo, ad esempio proveniente dagli Stati Uniti d'America o dal Giappone sono extracomunitari.
Con l'entrata in vigore del Trattato di Lisbona nel 2009 e l'assorbimento delle Comunità europee da parte dell'Unione europea, dal punto di vista giuridico il termine extracomunitario è divenuto obsoleto. Nel diritto europeo è oggi sostituito da locuzioni quali "cittadini di stati terzi" o "cittadini non UE".